# Gas Company Tower

Gas Company Tower est un  gratte - ciel de bureau d'affaires de 228 mètres de haut et de 52 étages situé sur Bunker Hill au centre-ville de Los Angeles, Californie . Situé sur le côté nord de la cinquième rue entre Olive Street et Grand Avenue, en face de l' hôtel Biltmore, le bâtiment sert de siège à la Southern California Gas Company (qui a quitté ses anciens bureaux de Eighth and Flowers streets en 1991) et abrite les bureaux de  Arent Fox et de Sidley Austin .
La fin de sa construction date de 1991 et elle a été dirigée par la compagnie Skidmore, Owings & Merrill LLP, le principal architecte était Richard Keating.
En 2014, Deloitte est devenu le premier locataire à faire apposer son logo sur la crête de l'immeuble qui était restée immaculée depuis l'achèvement de l'immeuble. Ce cabinet comptable géant a déménagé de Two California Plaza à proximité, où il était depuis 2000.

## Dans la culture populaire
Le hall est présenté dans la scène d'ouverture du film d'action Speed sorti en 1994.
On peut admirer sur l'immeuble et le bâtiment adjacent une fresque de Frank Stella intitulée Dusk, l'une des plus grandes effectuées jusqu'à présent.

## Les références
1. ↑  « Sidley Austin LLP - Our Firm - Los Angeles » [archive du 31 juillet 2012], Sidley Austin, 2010 (consulté le 2 septembre 2010)
2. ↑  Vincent, Roger (12 June 2014) "Deloitte to move downtown L.A. office to Gas Co. Tower" Los Angeles Times

- Plus d'informations